# Emmanuel Fremiet
Emmanuel Frémiet (París, 24 de desembre de 1824 - París, 10 de setembre de 1910) va ser un escultor francès. Tot i haver realitzat obres patriòtiques dins d'un estil neoclàssic, és reconegut com un artista excel·lent en la producció d'animals en un estil naturalista. Va ser el nebot i deixeble de l'escultor François Rude. També està vinculat a l'escola realista. És famosa la seva estàtua de Joana d'Arc a París i el monument a Ferdinand de Lesseps a Port Saïd.